# Anastrophyllum
Anastrophyllum là một chi rêu trong họ Anastrophyllaceae.